# Bassus babiyi
Bassus babiyi är en stekelart som först beskrevs av Herbert Zettel 1990.  Bassus babiyi ingår i släktet Bassus och familjen bracksteklar. Inga underarter finns listade.